# سلطان‌مراد میرزا حسام‌السلطنه
سلطان‌مراد میرزا حسام‌السلطنه (۱۲۳۳–۱۳۰۰ ه‍.ق) پسر سیزدهم عباس میرزا، شاهزادهٔ قاجار و چند نوبت حاکم خراسان در زمان پادشاهی ناصرالدین‌شاه بود.

## زندگی

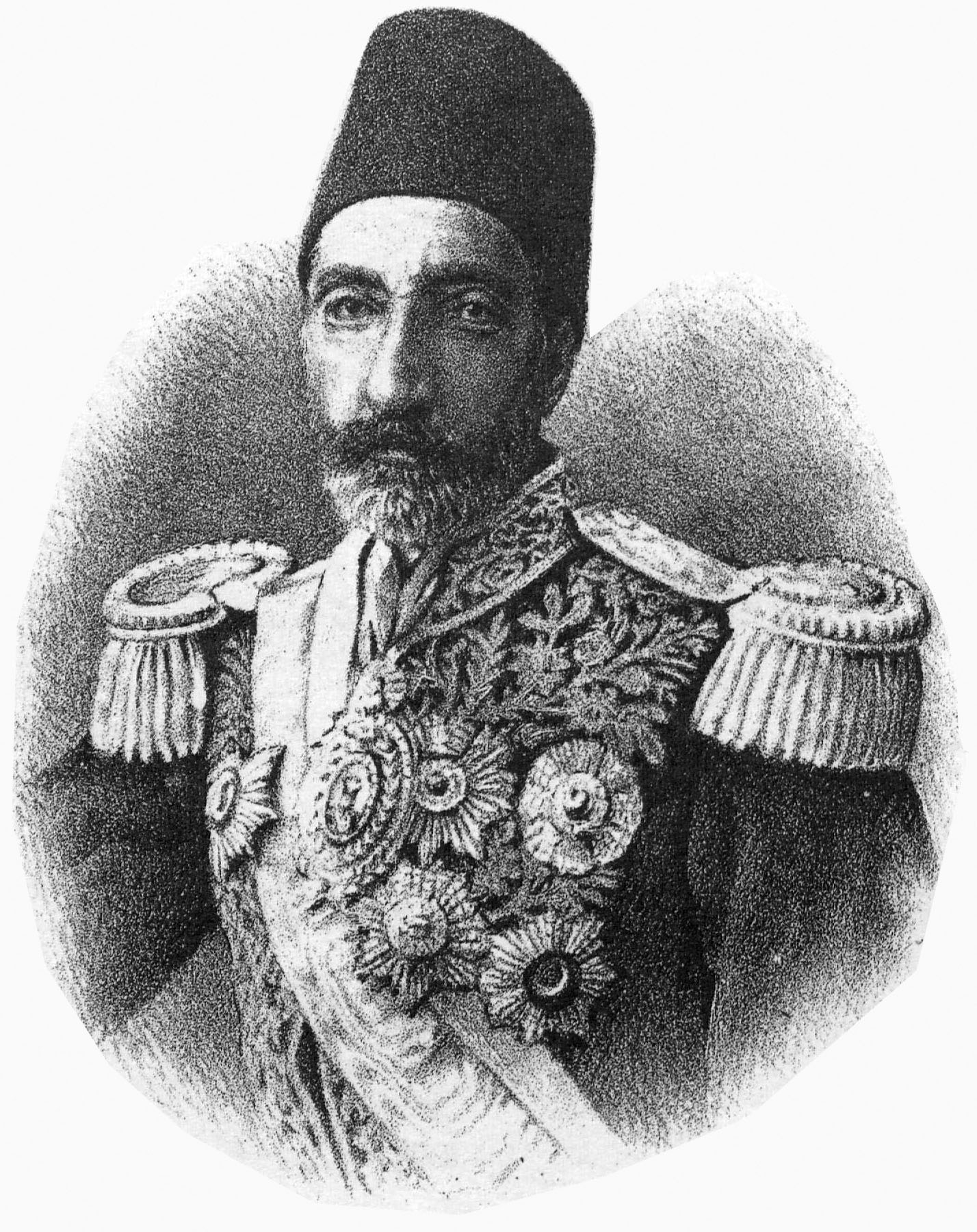
شاهزاده سلطان مراد میرزا حسام‌السلطنه پسر عباس میرزا، رقم ابوتراب غفاری، ۲۲ اسفند ۱۲۶۱

سلطان مراد ميرزا در ربیع الثانی ۱۲۳۳ هجری قمری (اواخر بهمن یا اوایل اسفند ۱۱۹۶ خورشیدی) به دنیا آمد. در اواخر زمان حيات پدرش عباس میرزا (متوفی به  ۳ آبان ۱۲۱۲) حاكم ارسباران (قراجه‌داغ) بود.
در زمان لشگرکشی محمدشاه قاجار به سوی هرات در سال ۱۲۵۳ هجری (۱۲۱۶ خورشیدی) که به جهت سرکوب کامران میرزا درانی صورت می گرفت، برای اینکه مبادا به تحریک بیگانگان اغتشاشاتی روی دهد، با شش هزار نفر به چمن گندمان مامور شد.
در ۵ ذی حجه ۱۲۶۴ ه‍.ق (برابر با ۱۱ آبان ۱۲۲۷) در آغاز پادشاهی ناصرالدین‌شاه و صدارت امیرکبیر، وظیفهٔ سرکوب شورش محمدحسن خان سالار بر دوش او گذاشته شد. در سال ۱۲۶۵ قمری (۱۲۲۸ خورشیدی) با برکناری حمزه میرزا حشمت‌الدوله به جای او حاکم خراسان شد. پس از جنگهای طولانی سرانجام با شکست، دستگیری و اعدام سالار در ۱۶ جمادی الاخر ۱۲۶۶ ه‍.ق (_برابر با ۹ اردیبهشت ۱۲۲۹) شورش سالار به سرانجام رسید و در پی آن لقب «حسام‌السلطنه» به سلطان مراد ميرزا اهدا شد.
ناصرالدین شاه پس از برگزاری مراسم نوروز ۱۲۳۰ خورشیدی (برابر ۱۸ جمادی الاول ۱۲۶۷) به حسام‌السلطنه فرمان داد ترکمانان سرخس را که از ترکتازی مشهد دست باز نگیرند کیفری به سزا کند. حسام‌السلطنه از مسیر مزدوران و شوریق به سمت سرخس شبانه روز حرکت نمود و پس از توقیف دام های منطقه سرخس را محاصره نمود. پس از اطلاع از لشگرکشی محمدامین‌خان ، فرمانگزار خوارزم،به سوی مرو، به پس‌کمر و سپس به کال یاقوتی در نزدیکی مشهد عقب نشینی نمود. خان خوارزم با عقد پیمان با اهالی سرخس به اراضی تربت جام یورش برده و دو قلعه را فتح کرده و زنان و مردان را به اسارت برد. حسام‌السلطنه با شنیدن این خبر از کال یاقوتی تا کوهستان هرات را دو روزه پیمود و راه ترکمانان را بست. ترکمانان اسرا و غنائم خویش را رها کرده و فرار نمودند ولی لشگریان حسام‌السلطنه با تعقیب ایشان ۳۰۰ تن اسیر و ۴۰۰ سر اسب گرفتند. پس از این شکست خان خوارزم به خیوه عقب نشینی نمود. حسام‌السلطنه پس از عذرخواهی مردم سرخس حاکمی برای سرخس تعیین نمود ولی ایشان مجددا علیه حاکم سرخس در تدارک سوء قصد بودند که حاکم سرخس مخفیانه به مشهد بازگشت.
در سال ۱۲۶۸ ه‍.ق (برابر با ۱۲۳۱ )، محمدامین‌خان والی خوارزم آهنگ تسخیر و تخریب شهر مرو را نمود و خلیفه مرو از حسام‌السلطنه درخواست کمک نمود، وی حاکمی به مرو اعزام نمود و پس از درگیری، سپاه محمدامین‌خان را بازپس زده ولی در اثر بیماری درگذشت و پسرش از جانب حسام‌السلطنه حاکم مرو شد. و این هنگام حسام‌السلطنه به دارالخلافه احضار و وی در ۲۵ شعبان ۱۲۶۸ (برابر با ۲۴ خرداد ۱۲۳۱) به تهران رسید و مورد الطاف قرار گرفت.
پس از درگذشت فریدون میرزا فرمانفرما در پنجشنبه ۱۰ ربیع الثانی ۱۲۷۲ (برابر ۲۹ آذر ۱۲۳۴)، حسام‌السلطنه برای بار دوم حاکم خراسان گردید و حکومتش تا ۱۲۷۵ قمری (برابر با ۱۲۳۷ خورشیدی) ادامه داشت. در این هنگام امیر دوست محمدخان، حاکم قندهار، قصد فتح هرات نموده بود و حسام‌السلطنه مامور نظم افغانستان شده بود و در همان روز فوت فریدون میرزا برادرش، از جاجرود طریق خراسان پیش داشت. پس از رسیدن حسام‌السلطنه به مشهد، سپاهی به پشتیبانی هرات به آن شهر اعزام شد. این اقدام موجب توقف حمله امیر دوست محمد خان و به جای آن اقدام وی به ایجاد اختلاف در شهر هرات گشت که منجر به خروج سپاه ایران از شهر هرات شد. این شرایط منجر به دوره طولانی زد و خورد بین سپاه ایران و سپاهیان امیر دوست محمد خان و حامیان وی در غوریان، اسفزار و قلعه های اطراف هرات و محاصره هرات گردید. به نحوی که طولانی شدن این شرایط واکنش نگرانی ناصرالدین شاه را به دنبال داشت. سرانجام در روز شنبه ۲۵ صفر سال ۱۲۷۳ (برابر با ۳ آبان ۱۲۳۵) حاکم شهر تسلیم و شهر هرات فتح شد. پس از فتح هرات، حسام‌السلطنه نسبت به نظم شهر، تعمیر خرابی ها و تسهیل کسب و کار اهالی شهر اقدام کرد. پس از مدتی حاکم سابق هرات که تسلیم حسام‌السلطنه شده بود توسط اشخاص ناشناسی به قتل رسید و حملات پراکنده ترکمانان به قصد غارت حدود خراسان ادامه یافت.
او هم‌زمان با آغاز نقشهٔ انگلستان در جریان جداسازی هرات با قشون خویش رهسپار هرات گشت و توانست آن شهر را محاصره کند و سپس بار دیگر آن را به خاک ایران بازگرداند. در اثر این اقدام، حاکم هرات به سوی کابل گریخت.
خان ملک ساسانی، بر اساس مکاتبات حسام السلطنه به برادرزاده اش ناصرالدین‌شاه مضبوط در "کتابخانه سلطنتی" می نویسد:
حسام السلطنه قاصدهای بادپیما به تهران فرستاد و نوشت که از آمدن کشتی های انگلیس به بوشهر نگران نباشید، انگلیسی ها هرگز نمی توانند از برازجان بالاتر بیایند... حسام السلطنه ضمن فتح نامه، عریضه ای به شخص شاه نوشت که شورش سپاهیان هند شروع شده اگر اجازه می فرمایید با همین قشونی که همراه دارم به هندوستان بروم. میرزا آقاخان نوری در نزد شاه سعایت ها کرد و دلایل و شواهدی آورد که اگر حسام السلطنه به هندوستان برود سلطنت ایران را هم به رایگان به دست خواهد آورد. شورش سپاهیان هند به شدت رسید. درین وقت فرخ خان وارد پاریس شد(۲۴ جمادی الاول ۱۲۷۳). حسام السلطنه قاصدها فرستاد، فریادها کرد که هندوستان شورش عظیم برپا شده، هرچه از انگلیسی ها بخواهید خواهند داد، بیدار باشید، مفت نبازید، اما به خرج کسی نرفت.
پسر سلطان‌مراد میرزا با نام ابوالفتح میرزا مؤیدالدوله داماد ناصرالدین‌شاه بود.
وی در دارالحفاظ حرم امام رضا مدفون است.
یکی از دختران او به‌نام سرورالدوله که از نواب عالیه (دختر زین‌العابدین خان قاجار و ام‌سلمه قاجار) بود، با کامران میرزا نایب‌السلطنه (پسر ناصرالدین‌شاه و منیرالسلطنه) پیمان زناشویی بست که حاصل این ازدواج ملکه جهان (همسر محمدعلی‌شاه و مادر احمدشاه) بود.